# Massacre d'Al-Qubeir
La massacre d'Al-Qubeir (en àrab: مجزرة القبير), també coneguda com la Massacre de Hama, es va produir al poble d'Al-Qubeir a prop de Hama, Síria, el 6 de juny de 2012 en el decurs de la guerra civil siriana. Al-Qubeir és descrita com un assentament granger sunnita rodejat pels pobles alauites a la província central de Hama. Segons proves preliminars, les tropes havien rodejat el poble u seguidament grups milicians Shabihes pro-govern van entrar i van matar-hi civils en una "barbàrie", segons el secretari general de l'ONU Ban Ki-moon va explicar al Consell de Seguretat de l'ONU.
Activistes i testimonis, van afirmar que desenes de civils, inclosos nens, van ser assassinats per les milícies Shabiha i les forces de seguretat, mentre que el govern sirià va dir que nou persones havien estat mortes per "terroristes". El Consell Nacional de Síria va reivindicar més tard que 35 de les víctimes eren de la mateixa família Al Yatim i més de la meitat d'ells dones i nens.

## Esdeveniments
Els activistes van informar que el poble va ser inicialment bombardejat per les forces de seguretat, abans que els Shabiha hi entressin a matar amb armes de foc i armes blanques. Una declaració del govern, informada a través de la televisió estatal siriana, va negar tota responsabilitat: "Allò que alguns mitjans de comunicació han difós del que ha passat a Al-Qubeir, a la regió de Hama, és completament fals." La televisió estatal havia declarat anteriorment que les forces de seguretat estaven ocupades en un assalt en una "fortalesa terrorista armada" al poble.
En el moment en què es van emetre els informes, el Departament d'Operacions de Manteniment de la Pau de l'ONU no van poder verificar els informes – van afirmar que anirien rumb al lloc dels fets per investigar "tan bon punt sortís el sol". Més tard, el cap de la missió d'observació de l'ONU va dir que soldats del govern sirià van evitar que els observadors entressin al poble. Ban Ki Moon va explicar a l'Assemblea General de les Nacions Unides que els observadors que havien intentat arribar al lloc de la massacre van ser disparats amb armes lleugeres.
Els monitors de la ONU van arribar finalment al poble el 8 de juny de 2012. Un periodista de la BBC, Paul Danahar, que viatjava amb l'ONU va parlar de la pudor de carn cremada i dels edificis esquitxats de sang. Els observadors de l'ONU no van trobar cossos. Gent del poble van explicar que després que les milícies alauites duguessin a terme la massacre havien arribat uns altres per emportar-se els cossos.
El govern sirià va crear la seca pròpia comissió d'investigació, però el cap d'aquesta comissió, Talal Houshan, va desertar a l'oposició, acusant el règim i Shabiha d'assassinar dones i nens, en un vídeo penjat a YouTube.

## Estimació de víctimes
Les estimacions de víctimes varien. En un primer informe, els activistes van afirmar que almenys 78 persones havien estat assassinades, inclosos els nens. L'oposició va dir que 100 persones havien estat matades en la massacre; el portaveu del Consell Nacional Sirià Mohammed Sermini va dir, "tenim 100 morts en el poble d'Al-Qubeir, entre ells 20 dones i 20 nens." L'Observatori Sirià pels Drets Humans va estimar el nombre de morts en 87. Dos dies més tard, el SNC va actualitzar el seu balanç de víctimes fins a les 78 mentre SOHR va dir que com a mínim n'hi havia hagut 55. Els mitjans de comunicació estatals sirians van quantificar les cívrimes en nou. Quan describia la massacre, el Secretari General de l'ONU Ban Ki-moon va informar de com algunes de les víctimes havien estat cremades, mentre altres havien estat apunyalades amb ganivets.

## Reaccions

### Domèstiques
- Syria – El Representant Permanent de Síria a les Nacions Unides, Dr. Bashar Jaafari, va emfatisar que el govern sirià estava preparat per emprendre totes les mesures al seu abast per fer que la missió dels enviats de les Nacions Unides un èxit, indicant que Síria va oferir totes les facilitats necessàries per al pla d'Annan i la missió dels observadors de l'ONU. Va dir, a més, que la matança de civils innocents a Al-Qubeir es va dur a terme cinc hores abans que hi hagués cap xoc, afegint que les imatges emeses per al Jazeera i al Arabia no es corresponien amb les de les víctimes de la massacre.[16] El govern de Síria va culpar als "terroristes" de la massacre.[17]

### Internacional
- Nacions Unides – El secretari general, Ban Ki-moon va condemnar la massacre com a "xocant i depriment", i com una "barbaritat abominable".[8] Va afimar que el govern d'Al Assad "havia perdut la seva humanitat fonamental" i que havia perdut tota legitimitat.[15]
- Unió Europea – L'Alt representant de la Unió Europea per a Afers exteriors i Política de Seguretat Catherine Ashton va condemnar els atacs. Va dir, "Condemno foratament la violència brutal i la matança de dotzenes de civils ahir en els pobles d'Al-Qubeir i Maarzat a la província de Hama de Syria, molts d'elles dones i nens."[18]
- Austràlia – El prime ministre Julia Gillard va condemnar la massacre. Va dir, "Seguirem treballant amb tot el món per pressionar Síria a aturar la violència."[19]
- Alemanya – El portaveu del govern alemany Steffen Seibert va dir el 8 de juny de 2012 que Alemanya estava "horroritxada" per l'última massacre siriana i orgia Rússia per retirar el suport al govern d'Al Assad amb una condemna més severa en el Consell de Seguretat de les Nacions Unides.[20]
- Itàlia – Itàlia va alertar del risc de les polítiques d'Al Assad de crear "genocidis" mentre no es canviessin les accions per aturar-lo.[21]
- Líban – El líder del Moviment futur libanès Fouad Siniora va condemnar la massacre d'Al-Qubeir i va fer una crida a Rússia perquè considerés la seva posició en la crisi siriana.[1]
- Malta – El Ministre d'Afers Exteriors Tonio Borg en condemnar el fets, va dir que el govern sirià no té la intenció d'aturar la violència.[22]
- Xina – Liu Weimin, el portaveu del Ministeri d'Afers Exteriors xinès va dir que Pequín "condemnava fortament la mort de civils innocents i va fer una crida perquè els perpetradors fossin castigats".[23]
- Rússia – Alexei Pushkov, el cap del Comitè d'Afers Exteriors en el Duma Estatal, la cambra baixa de l'Assemblea Federal de Rússia, va dir en una entrevista telefònica per a Bloomberg que "No hi ha cap prova de la participació ni de les forces pro-governamentals ni de les d'oposició".[24]
- Aràbia Saudita – Abdullatif Salam, vicecap de la Missió Saudita a les Nacions Unides, adreçant-se a l'Assemblea General de les Nacions Unides el 8 de juny de 2012, va preguntar a la comunitat internacional que assumissin les seves responsabilitats per acabar amb les matances de Siria.[25]
- Turquia – El Prime Minister Erdoğan va emfatisar que Turquia mai no romandria callada a l'hora d'afrontar les matances massives de Síria, recordant els genocidis en terres de cultiu a la província de Hama i que al-Assad tard o d'hora deixaria el país i que està ara preparant la seva fi. Va afegir també que "ja se sap quins països l'estan ajudant."[26]
- Regne Unit – El Primer Ministre David Cameron va titllar les matances de "brutals i denigrants" i va afirrmar que el seu govern seguiria emprenent accions internacional contra el règim de Síria.[4]
- Estats Units – La Secretari d'Estat Hillary Clinton va descriure la violència com "irracional".[8]